# Willmanns
Willmanns ist ein Ortsteil von Vacha im Wartburgkreis in Thüringen.

## Lage
Der Ortsteil Willmanns liegt südlich von Völkershausen an der Landesstraße 2601 in landwirtschaftlich genutztem Gelände der Oechse-Aue an der Öchsen- und Dietrichsbergflanke. Die geographische Höhe des Ortes beträgt 305 m ü. NN.

## Geschichte
Am 10. August 1330 wurde das Dorf erstmals urkundlich erwähnt. Die älteste bekannte Schreibweise ist Wylunges.
Im Jahr 1905 lebten in Willmanns 104 Einwohner, 1955 zählte man 138 Einwohner, 2009 waren es noch 86 Einwohner.